# Diane Duane
Diane Duane (* 18. květen 1952 New York, USA) je americká spisovatelka, známá českým čtenářům především jako autorka knih z prostředí Star Treku. Je scenáristkou čtyřiceti filmů, dvaceti knih SF a fantasy, celé řady filmových scénářů, a to i pro děti.

## Dílo

### SF nová románová řada Star Trek TOS
- 1983 – The Wounded Sky
- 1984 – My Enemy, My Ally
- 1987 – The Romulan Way
- 1988 – Spock's World
- 1990 – Doctor's Orders, vydáno česky v roce 2002 pod názvem Doktorovy rozkazy

### SF Star Trek Nová generace
- 1993 – Dark Mirror, vydáno česky v roce 1995 pod názvem Temné zrcadlo
- 1997 – Intellivore
- 2000 – Swordhunt
- 2000 – Honor Blade

### Filmové scénáře
- Barbie – Fairytopia, animovaná pohádka, na DVD se prodávala v Česku v roce 2004
- Království prstenu, film v prodeji na českém trhu od roku 2004